# Рејчел Грин
Рејчел Карен Грин (енгл. Rachel Karen Green) је измишљени лик из америчке ТВ серије „Пријатељи”, чију улогу је тумачила Џенифер Анистон.
Пошто је побегла са сопственог венчања, Рејчел се сели у Њујорк и зближава са Моником Гелер, другарицом из средње школе. Рејчел од размажене татине девојчице полако постаје самостална и успешна жена. У другој сезони улази у везу са Моникиним братом Росом. У току серије пуно пута раскидају и опет се мире. У осмој сезони, добијају ћерку Ему. 

## Историја
У првој епизоди Рејчел се појављује у кафићу Централ Перк као одбегла млада, напустивши будућег супруга Берија (Мичел Витфилд). Зближава се са својом најбољом другарицом из средње школе Моником Гелер (Кортни Кокс), пошто никог другог не познаје у Њујорку. Пресели се код ње и покушава да организује свој живот. Моника је упознаје са Фиби Буфе (Лиса Кудроу) и Џоијем Трибијанијем (Мет Лебланк). Остатак Моникине групе пријатеља, Чендлера Бинга (Метју Пери) и Моникиног старијег брата Роса (Дејвид Швимер) већ познаје из средње школе. Рос је још у средњој школи био заљубљен у њу, али му осећања нису узвраћена. Пошто се цео живот ослањала на своје родитеље и никада није зарадила сопствени новац, Рејчел одлучује да је време да стане на своје ноге и постане независна и успешна жена. Почела је да ради као конобарица у Централ Перку, кафићу где се пријатељи редовно окупљају. 
На крају прве сезоне Рејчел коначно признаје своју љубав према Росу, сазнавши за његова осећања према њој од Чендлера. У то време Рос је имао другу девојку Џули (Лорен Том), али на крају бира Рејчел и њих двоје се смувају у другој сезони. Међутим, њихов однос почиње да се погоршава при крају треће сезоне. Рејчел оставља посао у кафићу и почиње да ради у модној агенцији. Док је Рејчел заокупљена новим послом, Рос постаје љубоморан на њено дружење с колегом Марком (Стивен Екхолдт).
Након што су се разлишли, Рејчел и Рос су у почетку непријатељски настројени, али још увек гаје осећања једно према другом. Док су пријатељи на одмору у кући на плажи Рос и Рејчел се кратко помире, али убрзо поново раскидају. У четвртој сезони Рејчел излази са својом муштеријом Џошуом (Тејт Донован), док Рос излази са Енглескињом Емили (Хелен Баксендејл). Емили и Рос се вере, а љубоморна Рејчел запроси недавно разведеног Џошуу и тиме га застраши. На венчању Роса и Емили док говоре брачне завете, Рос уместо Емили изговара Рејчел. Љубоморна Емили се одмах разводи од Роса.
На крају пете сезоне Рос и Рејчел се пијани венчају у Лас Вегасу. Рејчел подиже оптужбу за развод кад се врате у Њујорк, али јој одговоре да су њене оптужбе неосноване и да морају обоје да се сложе. Њих двоје се тада разводе, а у седмој сезони Рејчел остаје трудна с њим. Рејчел се порађа у осмој сезони, а бебу називају Ема, по Моникином предлогу. Рејчел и Рос живе заједно у првој половини девете сезоне, али нису пар.
Рејчел коначно налази прилику за посао у Француској али се премишља када јој Рос признаје да је воли. Одлучује да ипак остане и обнови везу с Росом, силазећи с авиона у последњем тренутку. 